# Diane Andersen
Diane Andersen est une pianiste belge d'origine danoise née en 1934 à Copenhagen.

## Biographie
Elle a fait ses études au Conservatoire Royal de Musique de Bruxelles d’où elle sort avec ses diplômes de fin d’études à l’âge de 18 ans
Elle bénéficia des conseils de Stefan Askenase et de la pianiste hongroise Annie Fischer. Elle poursuit une carrière de soliste, de chambriste et de pédagogue et joue notamment sous la direction de Bruno Maderna, Pierre Boulez, Wolfgang Sawallisch, Georges Prêtre ou Okko Kamu. 
Sa vaste discographie comprend plusieurs intégrales (Joseph Jongen , Gabriel Pierné), des œuvres en première mondiale de compositeurs méconnus ou oubliés (Claude Delvincourt ,  , Paul Paray). Dédicataire et créatrice d’œuvres contemporaines, ses contacts privilégiés avec des musiciens illustres tels que Kodály, Tansman, Nono, Gertler (ami de Bartók et époux de Mme Andersen de 1958 à 1984) seront pour elle des sources inestimables d’enrichissement artistique. 
En 2000, Diane Andersen rencontre à Budapest la compositrice américaine contemporaine Dianne Goolkasian Rahbee. De leur admiration réciproque naît une collaboration fructueuse et originale 
Présidente d’EPTA-Belgium Wallonie-Bruxelles (European Piano Teachers Association) et professeur honoraire du Conservatoire royal de Bruxelles, elle dirige aujourd’hui des master classes en Amérique du Sud et du Nord, au Canada, au Japon, en Chine, en Corée et en Europe. Elle est aussi régulièrement invitée comme membre du jury de grands concours internationaux. Notamment, les Concours Reine Élisabeth de piano 2013  et 2016 

## Enregistrements (sélection)
- Gabriel Pierné, L'oeuvre de piano - Diane Andersen, piano ; (1979, format vinyle 5 33 tours , EMI group  La Voix de Son maître,) (OCLC 9661206)
- Alexandre Tansman, Works for 2 pianos - Diane Andersen & Daniel Blumenthal, piano ; (1997, format CD , Arcobaleno Records - Belgium) (OCLC 1051576750)
- Alexandre Tansman, Mazurkas - Diane Andersen, piano ; (1997, format CD , Talent - Belgium) (OCLC 38910088)
- Joseph Jongen, L'intégrale pour piano. Vol. 1 = The complete piano works - Diane Andersen, piano ; (2002, format CD , Pavane records - Bruxelles) (OCLC 52584156)
- Joseph Jongen, L'intégrale pour piano. Vol. 2 = The complete piano works  - Diane Andersen, piano ; André de Groote, interprète (2005, format CD , Pavane records - Bruxelles) (OCLC 62794213)
- Joseph Jongen, Quatuor à clavier op. 23 ; Trio pour piano, violon et alto op. 30. - Ensemble Joseph Jongen : Diane Andersen, piano ; Eliot Lawson, violon ; Jacques Dupriez, alto ; Mark Drobinsky, violoncelle (2003, format CD , Cyprès records - Bruxelles) (OCLC 520892180)
- Joseph Jongen, JONGEN, J.: Piano Music (Complete), Vol. 1 (Andersen). - Diane Andersen, piano ; (2005, format Emusic , Hong Kong : Naxos Digital Services US Inc) (OCLC 885055223)
- Joseph Jongen, JONGEN, J.: Piano Music (Complete), Vol. 2 (Andersen). - Diane Andersen, piano ; (2005, format Emusic , Hong Kong : Naxos Digital Services US Inc) (OCLC 885062645)
- Adolphe Biarent, Quintette avec piano ; Sonate pour piano et violoncelle - Diane Andersen, piano ; le Danel quartet ; Mark Drobinsky, violoncelle, (2002,  Cypres) (OCLC 50742994)
- Dianne Goolkasian Rahbee, Concerto pour piano & orchestre op. 134; sonate N°4 op. 128 - Diane Andersen, piano ; David Alexander Rahbee, directeur & le Matav Hungarian Symphony Orchestra ; (2006, Recital Company Productions records)
- Vincent d'Indy, Poème des montagnes; op. 15 ; Sonate in E major; op. 63 - Diane Andersen, piano ; (2008,  Talent records) (OCLC 718444683)
- Claude Delvincourt, L'œuvre pour piano, volume 1 - Croquembouches - Cinq Pièces pour le piano - Œuvres de jeunesse inédites  - Diane Andersen, piano; (2017, Azur Classical records) (OCLC 1005722657)
- Album pour enfants petits et grands, pièces pour piano éditées par l’Édition Mutuelle de la Schola Cantorum - Diane Andersen, piano - Damien Top, récitant ; (2025, CIAR Classics)